# Lipki (rejon dzierżyński)
Lipki (biał. Ліпкі; ros. Липки, Lipki) – wieś na Białorusi, w obwodzie mińskim, w rejonie dzierżyńskim, w sielsowiecie Putczyna.